# Géocritique
La géocritique est une méthode d'analyse littéraire et une théorie littéraire qui accorde le plus grand intérêt à l'étude de l'espace géographique.
Les premiers travaux présentés comme géocritiques sont issus du colloque La Géocritique, mode d’emploi organisé par Bertrand Westphal à l’université de Limoges en septembre 1999. Sa contribution, « Pour une approche géocritique des textes » constitue un manifeste de la géocritique. Toutefois, des études qui ne se disaient pas géocritiques, mais qui abordent des thématiques voisines, ont été produites longtemps auparavant.[réf. nécessaire]

## Présentation
La géocritique consiste en l'étude des interactions qui s'établissent entre les espaces humains et la littérature ; elle veille à l'articulation entre littérature et espace, permettant de caractériser les identités culturelles depuis une perspective qui n'approfondit que leur caractère centrifuge. Le connexion entre espace et littérature est proposée comme une dialectique (espace-littérature-espace) dans laquelle la littérature octroie une dimension imaginaire aux espaces humains et les introduit dans un réseau intertextuel. La géocritique permet d'appréhender un espace non pas depuis la vision que peut donner une seule œuvre ou un seul auteur, mais depuis la variété des auteurs mis en relation. Avec cette intersubjectivité, la pluralité littéraire restitue à l’espace humain son propre dynamisme. Par conséquent, si l’espace humain est une émergence constante de strates humaines se succédant au cours du temps, son aspect est aussi reflet de changement. C’est pourquoi la géocritique prend en considération la diachronie historique. Selon Bertrand Westphal, tous les espaces humains, qu’ils soient ou non des villes, sont redevables aux espaces qui les ont fondés : « le présent constitue le dernier état du passé ».
La géocritique renvoie aux relations spatiales et temporelles desquelles Mikhaïl Bakhtine part dans Esthétique et théorie du roman, qui dérivent dans une polyphonie dans le texte permettant la coexistence de différentes lignes dialoguantes, comme entre les actifs autochtones et étrangers,. La géocritique ne se fonde donc pas sur des ethnotypes culturels (symboles positifs pour l'exaltation nationale), elle ne s’inscrit pas non plus dans l’altérité (image péjorative, la plupart du temps, de ce qui est considéré comme étranger) mais les fait coexister tous deux sans créer d'aprioris. Quoi qu'il en soit, cette fusion de voix dénote les voyages spatiaux (aller-retour) et temporels (d’une époque à l’autre) que projette la géocritique, dans un travail incessant de création et de recréation qui a façonné l’identité culturelle et qui, depuis la littérature et les autres discours artistiques, contribue au flux des imaginaires.
Dans La Cage des méridiens (2016), Westphal étend sa réflexion aux apports de l’art contemporain et centre son étude sur une critique de la mondialisation depuis différentes perspectives, tels que les frontières et la mobilité dans l’échelle internationale, les identités et les relations socioculturelles entre les territoires, la domination des divers canons littéraires sur la culture orale, etc. Westphal pose un débat entre les axes culturels qui perpétuent la tendance à uniformiser la société et les diverses manifestations, théoriques ou artistiques, qui s’y opposent afin d’établir un nouveau cadre de relations basé sur la pluralité.
À partir de cinq animaux, selon les symboles auxquels Westphal les associe conceptuellement, il expose sa thèse. La taupe est l’image de l’occidentalisation du monde à travers l’impérialisme et le colonialisme. Un animal qui développe un instinct de protection et symbolise les barrières, tant politiques que culturelles, qui s'imposent à « l'autre fantasmé », avec quoi l'on parvient à s'y enfermer et à restreindre le champ de l'imaginaire et son expression littéraire. Avec le dragon et le lion, Westphal traite de l’existence d’un canon qui dicte ce qui doit être lu et ce qui ne doit pas l’être,.
L’Occident, de sa tour de guet prétendument universaliste, marginalise toute culture ou langue qui n’a pas la capacité de se projeter dans la métropole ou son marché en tant que système. Westphal propose de renoncer à cette imposition du point de vue occidental, de régionaliser ce dernier et, à partir de la diversité, de découvrir et d’expérimenter des manières de recueillir des accords entre les différents agents. Ce qui est en jeu, en essence, c'est que les sujets et la société abandonnent toute pratique d'origine ou de réminiscence coloniale dans les territoires (réels ou fictifs) où se développent les groupes humains afin que les territoires cessent d'être des lieux contrôlés, car soit on conçoit des territoires déterritorialisés soit nous sommes « condamnés à vivre dans un espace dont la représentation s'efforce d'être unique et statique », qui privilégie l'« État » sur l'« Étant, ».
Enfin, à travers l’image d’un écureuil tournoyant et virevoltant à l’intérieur de la cage des méridiens, il pose la question de la possibilité du nihilisme comme seule issue dans une société de plus en plus préoccupée par l’avenir et la sécurité, dans un processus de crise socio-économique, humanitaire et écologique. Penser à l’avenir implique de se proposer de vivre dans un mouvement qui non seulement fuit ce qu’il déteste, ce qui provoque la chute dans les marges néolibérales de la mondialisation, mais qui cherche et décide lui-même où il va, et favorise les relations depuis la diversité, tant dans le temps que dans l’espace. Westphal propose de transiter de l'avenir au devenir, en s’accordant depuis la variété des options et des opinions. Et tout comme la Calabre se submerge dans les eaux, les différents territoires de la planète devraient dépasser un peu leurs limites et se relier les uns aux autres pour se montrer instables, incomplets, incertains, et donc diasporiques. Si l’espace est indéfini par nature, la littérature doit enseigner la valeur de l’incertitude, au-delà de toute représentation géographique du monde qui le strie, de méridiens ou de frontières.